# Boxe nos Jogos Olímpicos de Verão de 2024 - Até 75 kg feminino
A categoria até 75 kg feminino (peso médio) do boxe nos Jogos Olímpicos de Verão de 2024 ocorreu entre 31 de julho e 10 de agosto de 2024, com as lutas preliminares sendo realizadas no Arena Paris Norte, em Villepinte, e as semifinais e final no Stade Roland Garros, em Paris, França. Um total de 16 pugilistas, cada uma representando um Comitê Olímpico Nacional (CON), participaram do evento.

## Qualificação
Cada CON poderia inscrever apenas uma pugilista na categoria de peso. 16 vagas foram atribuídas, sendo as oito primeiras para representantes dos eventos multiesportivos de cada continente: 2 da Europa, 2 da Ásia, 2 das Américas, 1 do Pacífico e 1 do torneio qualificatório da África. Quatro vagas foram alocadas para o torneio 1 de qualificação mundial e outras quatro para o torneio 2 de qualificação mundial.

## Formato
Como todos os eventos do boxe olímpico, a competição foi disputada em um torneio de eliminação simples. Os combates consistem em três rounds de três minutos, com um minuto de intervalo entre os rounds. Uma boxeadora pode vencer por nocaute ou por pontos. A pontuação é definida como "10 pontos obrigatórios" com cinco juízes marcando cada rodada. Os juízes consideram o "número de golpes acertados nas áreas-alvo, domínio da luta, superioridade técnica e tática e competitividade". Cada juiz determina uma vencedora para cada rodada, que recebe 10 pontos para a rodada, e atribui a perdedora da rodada um número de pontos entre 7 e 9 com base no desempenho. As pontuações do juiz para cada rodada são somadas para dar a pontuação total daquele juiz. A boxeadora com a pontuação mais alta da maioria dos juízes é a vencedora.

## Calendário
| R16 | Fase de 16 | QF | Quartas de final | SF | Semifinais | F | Final |

| 31 jul | 1 ago | 2 ago | 3 ago | 4 ago | 5 ago | 6 ago | 7 ago | 8 ago | 9 ago | 10 ago |
| ------ | ----- | ----- | ----- | ----- | ----- | ----- | ----- | ----- | ----- | ------ |
| R16    |       |       |       | QF    |       |       |       | SF    |       | F      |

## Medalhistas
| Ouro   | CHN Li Qian                         |
| Prata  | PAN Atheyna Bylon                   |
| Bronze | AUS Caitlin Parker EOR Cindy Ngamba |

## Resultados
A competição começou diretamente com 16 competidoras, sendo reduzida para oito, e assim sucessivamente até se chegar as duas finalistas. Ambas as perdedoras da semifinal recebem medalhas de bronze.
Cruzamentos
|  | Fase de 16             | Fase de 16            |                    |   | Quartas de final | Quartas de final |  |  | Semifinais | Semifinais |  |  | Final | Final |
|  |                        |                       |                    |   |                  |                  |  |  |            |            |  |  |       |       |
|  | 31 de julho            |                       |                    |   |                  |                  |  |  |            |            |  |  |       |       |
|  |                        |                       |                    |   |                  |                  |  |  |            |            |  |  |       |       |
|  | CHN Li Qian            | 5                     |                    |   |                  |                  |  |  |            |            |  |  |       |       |
|  | CHN Li Qian            | 5                     | 4 de agosto        |   |                  |                  |  |  |            |            |  |  |       |       |
|  | PHI Hergie Bacyadan    | 0                     |                    |   |                  |                  |  |  |            |            |  |  |       |       |
|  | PHI Hergie Bacyadan    | 0                     | CHN Li Qian        | 4 |                  |                  |  |  |            |            |  |  |       |       |
|  | 31 de julho            |                       | CHN Li Qian        | 4 |                  |                  |  |  |            |            |  |  |       |       |
|  |                        | IND Lovlina Borgohain | 1                  |   |                  |                  |  |  |            |            |  |  |       |       |
|  | NOR Sunniva Hofstad    | IND Lovlina Borgohain | 1                  | 0 |                  |                  |  |  |            |            |  |  |       |       |
|  | NOR Sunniva Hofstad    |                       | 8 de agosto        | 0 |                  |                  |  |  |            |            |  |  |       |       |
|  | IND Lovlina Borgohain  | 5                     |                    |   |                  |                  |  |  |            |            |  |  |       |       |
|  | IND Lovlina Borgohain  | 5                     | CHN Li Qian        | 5 |                  |                  |  |  |            |            |  |  |       |       |
|  | 31 de julho            |                       | CHN Li Qian        | 5 |                  |                  |  |  |            |            |  |  |       |       |
|  |                        | AUS Caitlin Parker    | 0                  |   |                  |                  |  |  |            |            |  |  |       |       |
|  | AUS Caitlin Parker     | AUS Caitlin Parker    | 0                  | 5 |                  |                  |  |  |            |            |  |  |       |       |
|  | AUS Caitlin Parker     | 4 de agosto           |                    | 5 |                  |                  |  |  |            |            |  |  |       |       |
|  | MEX Citlalli Ortiz     | 0                     |                    |   |                  |                  |  |  |            |            |  |  |       |       |
|  | MEX Citlalli Ortiz     | 0                     | AUS Caitlin Parker | 4 |                  |                  |  |  |            |            |  |  |       |       |
|  | 31 de julho            |                       | AUS Caitlin Parker | 4 |                  |                  |  |  |            |            |  |  |       |       |
|  |                        | MAR Khadija El-Mardi  | 1                  |   |                  |                  |  |  |            |            |  |  |       |       |
|  | GBR Chantelle Reid     | MAR Khadija El-Mardi  | 1                  | 2 |                  |                  |  |  |            |            |  |  |       |       |
|  | GBR Chantelle Reid     |                       | 10 de agosto       | 2 |                  |                  |  |  |            |            |  |  |       |       |
|  | MAR Khadija El-Mardi   | 3                     |                    |   |                  |                  |  |  |            |            |  |  |       |       |
|  | MAR Khadija El-Mardi   | 3                     | CHN Li Qian        | 4 |                  |                  |  |  |            |            |  |  |       |       |
|  | 31 de julho            |                       | CHN Li Qian        | 4 |                  |                  |  |  |            |            |  |  |       |       |
|  |                        | PAN Atheyna Bylon     | 1                  |   |                  |                  |  |  |            |            |  |  |       |       |
|  | CAN Tammara Thibeault  | PAN Atheyna Bylon     | 1                  | 2 |                  |                  |  |  |            |            |  |  |       |       |
|  | CAN Tammara Thibeault  | 4 de agosto           |                    | 2 |                  |                  |  |  |            |            |  |  |       |       |
|  | EOR Cindy Ngamba       | 3                     |                    |   |                  |                  |  |  |            |            |  |  |       |       |
|  | EOR Cindy Ngamba       | 3                     | EOR Cindy Ngamba   | 5 |                  |                  |  |  |            |            |  |  |       |       |
|  | 31 de julho            |                       | EOR Cindy Ngamba   | 5 |                  |                  |  |  |            |            |  |  |       |       |
|  |                        | FRA Davina Michel     | 0                  |   |                  |                  |  |  |            |            |  |  |       |       |
|  | THA Baison Manikon     | FRA Davina Michel     | 0                  | 0 |                  |                  |  |  |            |            |  |  |       |       |
|  | THA Baison Manikon     |                       | 8 de agosto        | 0 |                  |                  |  |  |            |            |  |  |       |       |
|  | FRA Davina Michel      | 5                     |                    |   |                  |                  |  |  |            |            |  |  |       |       |
|  | FRA Davina Michel      | 5                     | EOR Cindy Ngamba   | 1 |                  |                  |  |  |            |            |  |  |       |       |
|  | 31 de julho            |                       | EOR Cindy Ngamba   | 1 |                  |                  |  |  |            |            |  |  |       |       |
|  |                        | PAN Atheyna Bylon     | 4                  |   |                  |                  |  |  |            |            |  |  |       |       |
|  | PAN Atheyna Bylon      | PAN Atheyna Bylon     | 4                  | 4 |                  |                  |  |  |            |            |  |  |       |       |
|  | PAN Atheyna Bylon      | 4 de agosto           |                    | 4 |                  |                  |  |  |            |            |  |  |       |       |
|  | KAZ Valentina Khalzova | 1                     |                    |   |                  |                  |  |  |            |            |  |  |       |       |
|  | KAZ Valentina Khalzova | 1                     | PAN Atheyna Bylon  | 3 |                  |                  |  |  |            |            |  |  |       |       |
|  | 31 de julho            |                       | PAN Atheyna Bylon  | 3 |                  |                  |  |  |            |            |  |  |       |       |
|  |                        | POL Elżbieta Wójcik   | 2                  |   |                  |                  |  |  |            |            |  |  |       |       |
|  | POL Elżbieta Wójcik    | POL Elżbieta Wójcik   | 2                  | 3 |                  |                  |  |  |            |            |  |  |       |       |
|  | POL Elżbieta Wójcik    |                       |                    | 3 |                  |                  |  |  |            |            |  |  |       |       |
|  | IRL Aoife O'Rourke     | 2                     |                    |   |                  |                  |  |  |            |            |  |  |       |       |
|  | IRL Aoife O'Rourke     | 2                     |                    |   |                  |                  |  |  |            |            |  |  |       |       |